# Сполдинг, Эсперанса
Эсперанса Сполдинг (англ. Esperanza Spalding, род. 18 октября 1984 года в Портленде, Орегон) — американская джазовая басистка, певица, автор песен и композитор. Среди её наград четыре премии Грэмми, Бостонская музыкальная премия и музыкальная премия Soul Train.
Родилась в городе Портленд, штат Орегон. Начала профессионально заниматься музыкой в детстве, выступая в качестве скрипачки в Обществе камерной музыки штата Орегон в возрасте пяти лет. Позже она самостоятельно обучалась игре на других инструментах, включая гитару и бас. Её мастерство принесло ей академические стипендии в Портлендском государственном университете и Музыкальном колледже Беркли, где Сполдинг изучала музыку.
Сполдинг выпустила свой первый альбом Junjo в 2006 году на испанском лейбле Ayva Musica, после чего подписала контракт с независимым американским лейблом Heads Up, выпустившим в 2007 году её одноимённый альбом. Её третий студийный альбом Chamber Music Society (2010) имел коммерческий успех, заняв 34-е место в Billboard 200. Также за данный альбом Сполдинг получила свою первую премию Грэмми как лучший новый исполнитель став первым джазовым музыкантом, получившим награду в этой номинации. Дальнейшее признание она получила благодаря четвёртому релизу Radio Music Society (2012), получившему премию Грэмми за лучший джазовый вокальный альбом, а также трек «City of Roses», победивший в номинации "Best Arrangement, Instrument and Vocals".
Проведя следующие несколько лет в составе группы, Сполдинг выпустила свой пятый студийный альбом. Вдохновлённый фанк-роком, концептуальный альбом под названием Emily's D+Evolution, сопродюсером которого выступил Тони Висконти, был выпущен на Concord Records. В следующем году она выпустила альбом Exposure, который был выпущен ограниченным тиражом 7777 копий. Её шестой студийный альбом 12 Little Spells был выпущен в 2019 году и занял первое место в Billboard Top Jazz Albums. Альбом также был номинирован на две премии Грэмми, победив в категории «лучший джазовый вокальный альбом».
Помимо написания и исполнения музыки, Сполдинг с 20 лет работала инструктором в Музыкальном колледже Беркли. Также в 2017 году Сполдинг была назначена профессором музыкальной практики в Гарвардском университете. В 2018 году Сполдинг получила звание почётного доктора музыки в своей альма-матер, Музыкальном колледже Беркли, и выступила на церемонии вручения дипломов.
Журнал Rolling Stone поместил её на 45-е место в списке величайших басистов всех времён.

## Биография

### 1984–2003: Ранняя жизнь и образование
Эсперанса Эмили Сполдинг родилась 18 октября 1984 года в Портленде, штат Орегон, США в семье отца афроамериканского происхождения и матери валлийского, коренного американского и латиноамериканского происхождения. Она выросла в районе Кинг на северо-востоке Портленда, который в то время был известен бандитизмом. Мать растила Сполдинг и её брата в одиночку, без отца. В детстве Сполдинг страдала ювенильным идиопатическим артритом, в результате чего провела большую часть детства на домашнем обучении, хотя также посещала начальную школу Кинга на северо-востоке Портленда. В этот период Сполдинг нашла возможность получить музыкальное образование, слушая профессора колледжа своей матери, который обучал её игре на гитаре. Сполдинг рассказывала, что иногда она ходила с матерью на занятия, а затем дома повторяла то, что играл учитель. Сполдинг жила в районе Кинг (Портленд) до десяти лет, пока не переехала со своей семьёй в пригород. Няня Эспирансы была кубинкой, и во многом научила её испанскому языку.
Мать Сполдинг обратила внимание на музыкальные способности дочери, когда она в детстве смогла воспроизвести Бетховена на слух на домашнем фортепиано. Сама Сполдинг считала, что наблюдение за классическим виолончелистом Йо-Йо Ма в эпизоде сериала Соседство мистера Роджерса являлось неотъемлемой частью её детства и вдохновило на занятия музыкой. К пяти годам Сполдинг научилась играть на скрипке и начала профессионально выступать в Обществе камерной музыки штата Орегон (англ. Chamber Music Society of Oregon). Она входила в состав группы, пока ей не исполнилось 15 лет, после чего она ушла из состава в звании концертмейстера. Хотя её и признавали как музыкального вундеркинда, Сполдинг осуждала этот титул, комментируя в 2010 году: «Меня окружают вундеркинды, куда бы я ни пошла, но они не признаются как таковые, потому что немного старше меня, или не женского пола, или же не на каком-то крупном лейбле».
Она также научилась играть на гитаре, виолончели, контрабасе, гобое, кларнете и петь песни на нескольких языках (английском, испанском, португальском). На гобое и кларнете Сполдинг играла в юности, прежде чем открыла для себя контрабас во время посещения средней школы исполнительских искусств Северо-Западной академии, в которой она выиграла стипендию. Сполдинг начала выступать в клубах Портленда в подростковом возрасте, организовав свой первый концерт в блюзовом клубе в 15 лет, умея играть лишь одну партию на басу. Один из опытных музыкантов, с которыми она играла, пригласил её присоединиться к репетициям группы, что привело к регулярным выступлениям, которые продолжались почти год. По словам Сполдинг, это стало для неё шансом научиться и отточить свои музыкальные способности. В возрасте 15 или 16 лет, Сполдинг присоединилась к местной инди-рок/поп-группе Noise for Pretend в качестве певицы и автора текстов. Хотя Сполдинг и брала несколько частных уроков вокала, которые научили её проецировать голос, она заявляла, что основной певческий опыт она получила во время пения в ду́ше. Её желание выступать вживую возникло естественным образом из процесса композиции, когда она пела и играла одновременно, чтобы увидеть, как мелодия и голос сочетаются друг с другом. Сполдинг признаёт, что исполнение двух ролей одновременно может быть сложной задачей.
Сполдинг бросила Северо-Западную академию в возрасте 16 лет и после получения диплома о среднем образовании (GED) поступила в Портлендский государственный университет по музыкальной программе с помощью стипендии, где, по её воспоминаниям, была «самой молодой басисткой в программе». Она решила подать заявление в Музыкальный колледж Беркли при поддержке своего преподавателя по басу и достаточно хорошо прошла прослушивание, чтобы получить полную стипендию. Несмотря на получение стипендии, Сполдинг столкнулась с проблемой покрытия расходов на проживание, поэтому её друзья устроили благотворительный концерт, с помощью которого ей были оплачены авиабилеты. Сбережений хватило ненадолго, и она подумала о том, чтобы оставить музыку в пользу политологии. Джазовый гитарист и композитор Пэт Метени отговорил её от этого шага. Он сказал ей, что у неё есть «Х-фактор» и она сможет его раскрыть, если приложит усилия.

### 2004–2007: Начало карьеры, преподавание иJunjo

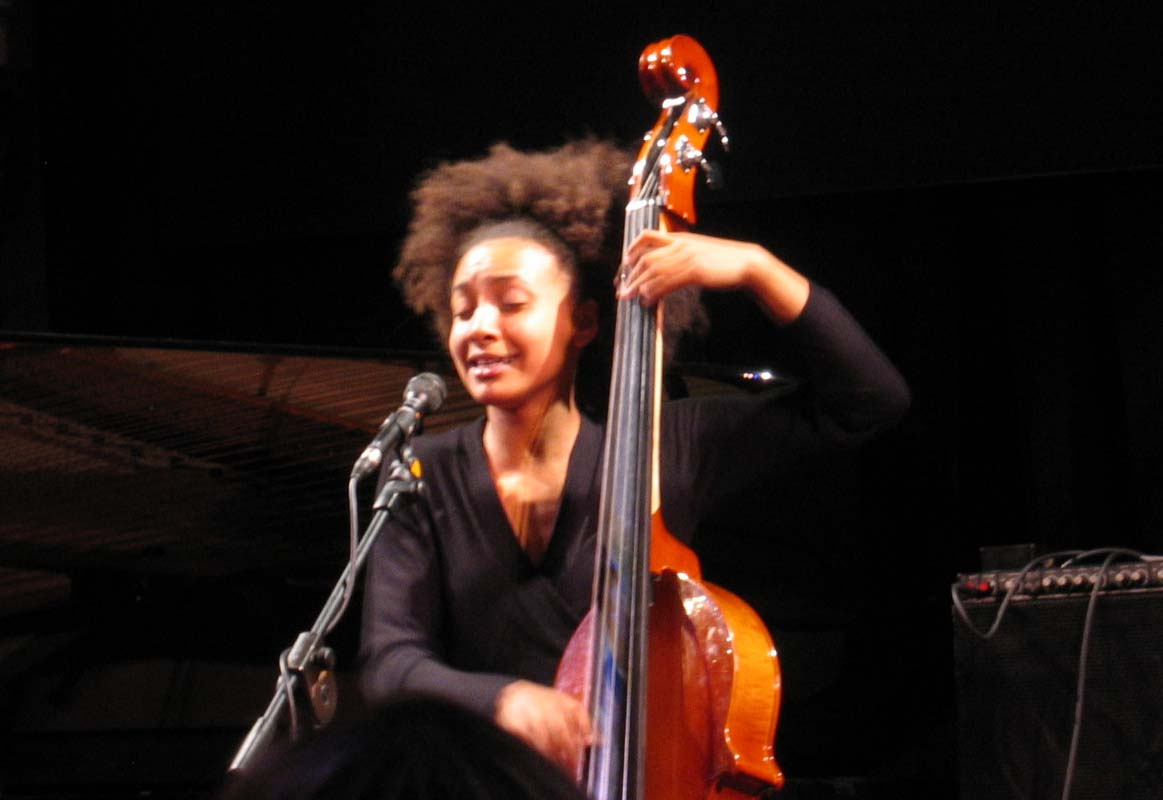
Сполдинг на джазовом фестивале Umbria Jazz Festival в Перудже, Италия, 2007 г.

Гэри Бёртон, исполнительный вице-президент Беркли, в 2004 году заявил, что у Сполдинг «прекрасное чувство времени, она может уверенно исполнять самые сложные композиции, а также она передаёт свой оптимистичный характер во всем, что играет».
Бен Рэтлифф в 2006 году писал в The New York Times о голосе Сполдинг: «лёгкий и высокий, в диапазоне тона Блоссом Дири. Она может петь тихо, почти в мечтах», а также, что она «изобретает свою собственную женственность, пространство, разнообразный звук сверху донизу». В 2005 году Сполдинг была удостоена стипендии Бостонского джазового общества за выдающееся музыкальное мастерство. Почти сразу после окончания колледжа, Сполдинг была нанята Музыкальным колледжем Беркли для преподавания игры на басу и частных уроков, став одним из самых молодых преподавателей в истории учреждения, в возрасте 20 лет. Как учитель, Сполдинг пытается помочь своим ученикам сфокусироваться на самостоятельных занятиях с помощью журнала практики, который может помочь им осознать свои сильные стороны и то, что нужно делать.

Её дебютный альбом Junjo был выпущен в апреле 2006 года компанией Ayva Music. Он был создан, дабы показать динамику, которую она чувствовала в своём трио. Хотя Junjo и был выпущен исключительно под её именем, Сполдинг считает, что это групповая работа.

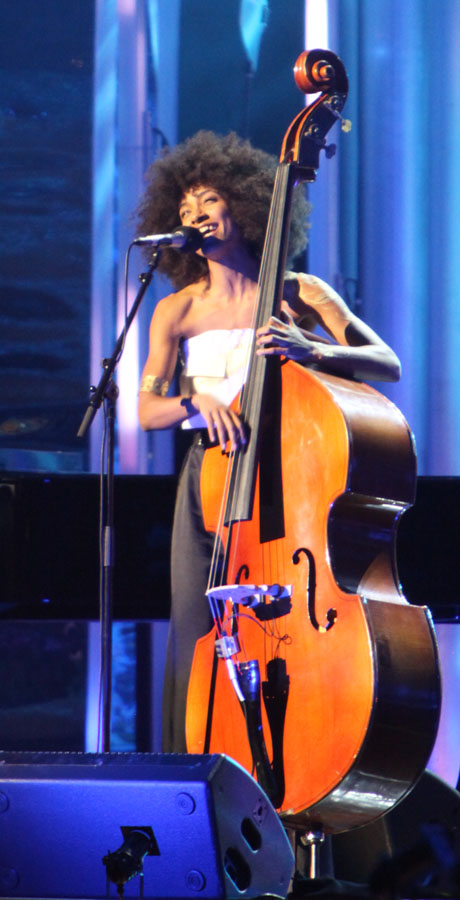
Сполдинг выступает на концерте Нобелевской премии мира 2009 года.

### 2008–2010:Esperanza
Когда в 2008 году её спросили, почему она играет на басу, а не на каком-либо другом инструменте, Сполдинг ответила, что это не было её выбором, и бас «имеет свою собственную дугу», резонирует с ней. Сполдинг говорила, что открытие баса для неё было похоже на то, что «однажды ты просыпаешься и понимаешь, что влюблена в коллегу». К тому времени, как она случайно взяла бас на уроках музыки и начала с ним экспериментировать, другие инструменты ей наскучили. Учитель группы показал ей блюзовую партию для баса, которую она позже использовала в своём первом концерте. После этого она начала ежедневно играть на басу и постепенно влюбилась в него.
Рэтлифф в 2008 году писал, что одним из главных даров Сполдинг является «лёгкий, шипучий, оптимистичный драйв, который проявляется в её мелодичной игре на басу и упругом пении с тихим голосом», но также то, что «в музыке отсутствует важная мера скромности». Он добавил: «Это попытка вывести данное пересечение [Стиви Уандера и Уэйна Шортера] на новый уровень чёткости и силы, но её гармонические последовательности и грувы немного очевидны, что выдвигает её на передний план как певицу и автора песен, что не является её главной силой».
Пэт Метени в 2008 году говорил, что сразу стало очевидно, «ей есть что сказать [...] у неё есть тот редкий фактор «х», с помощью которого она может передавать определённое личное видение и энергию, полностью принадлежащие ей». Также в 2008 году Андрес Кинтерос в аргентинском периодическом издании 26Noticias писал, что Сполдинг — один из величайших новых талантов на современной джазовой сцене. Патти Остин наняла Сполдинг для работы в международном турне после первого семестра Сполдинг в Беркли. Турне певицы было с трибьют-программой Эллы Фицджеральд «Для Эллы».
В 2008 году Сполдинг восприняла тур как образовательный - он помог ей научиться аккомпанировать вокалисту, а также поддерживать энергию и интерес, играя один и тот же материал каждый вечер. Она продолжала периодически выступать с Остин в течение трёх лет. В тот же период, находясь в Беркли, Сполдинг училась у саксофониста Джо Ловано, прежде чем в конце концов отправиться с ним в тур. Они начали как трио, расширившись до квартета. Позже коллектив присоединился к квинтету US5 и путешествовал по Соединённым Штатам от Нью-Йорка до Калифорнии. По состоянию на 2008 год она также разрабатывала несколько курсов для студентов Беркли, в том числе курс обучения гармонии и теории посредством транскрипции музыки. Из-за гастролей Сполдинг перестала давать уроки в Беркли. Проживала как в Нью-Йорке, так и в Остине, штат Техас.

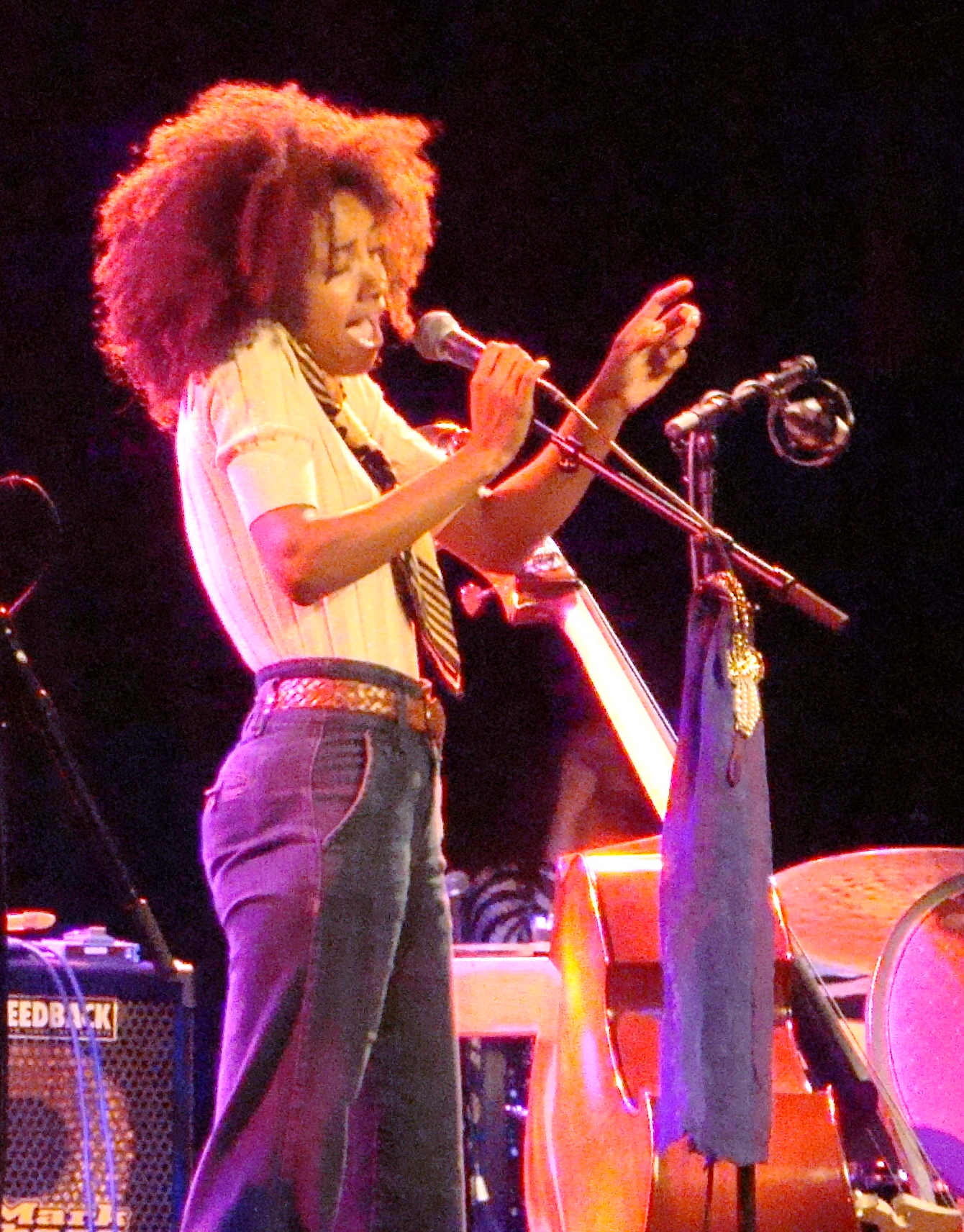
Сполдинг на джазовом фестивале North Sea Jazz Festival, 2009 г.

Esperanza — второй студийный альбом Сполдинг. После победы Сполдинг на Грэмми в феврале 2011 года альбом попал в Billboard 200 на 138 строчку. Материал альбома Esperanza должен был больше отражать её как артистку, а музыканты были выбраны для наилучшего представления этого материала. Эд Моралес из PopMatters писал, что Esperanza представляет собой «обширный коллаж из джазового фьюжна, бразильской музыки и даже хип-хопа».
10 декабря 2009 года на церемонии вручения Нобелевской премии мира Сполдинг выступила в мэрии Осло в честь назначения лауреатом президента США Барака Обамы, а также выступила на концерте премии на следующий день. Она была приглашена лично Обамой в соответствии с традицией выступления приглашённого лауреатом артиста.
Сполдинг также выступала на открытии джазового фестиваля Park City Jazz Festival в 2009 году в Парк-Сити, Юта. Она закрывала шоу совместным номером с басистами Брайаном Бромбергом и Шоном О'Брайаном Смитом, которые также выступали ранее в этот день. На трибьют-концерте музыки Принса, Сполдинг пригласили спеть вместе с Патти Лабелль, Алишей Киз и Жанель Монэ. Сполдинг исполнила хит-сингл 1987 года «If I Was Your Girlfriend».
7 февраля 2010 года Сполдинг стала самым популярным человеком и вторым по популярности запросом в поиске Google в результате её появления в телевизионной программе PBS Austin City Limits.

### 2011–2015:Chamber Music SocietyandRadio Music Society
В 2011 году Сполдинг сотрудничала с Тинеке Постмой на треке «Leave Me a Place Underground» из альбома The Dawn of Light. Также она сотрудничала с Терри Лайн Кэррингтон над альбомом The Mosaic Project, где она участвует на треке «Crayola». Сполдинг также работала в дуэте с Николасом Пэйтоном на треке «Freesia» из альбома Bitches of Renaissance 2011 года.
На 53-й церемонии вручения премии «Грэмми» в том же году Сполдинг получила премию как лучший новый исполнитель.
Chamber Music Society — третий студийный альбом Сполдинг. После её неожиданной победы на Грэмми альбом снова вошёл в Billboard 200 под номером 34 с продажами в 18 000 копий. На песню «Little Fly» снят клип. Текст песни представляет собой стихотворение Уильяма Блейка, положенное на музыку Сполдинг. Виниловая версия альбома была выпущена в феврале 2011 года.
В ноябре 2011 года Сполдинг получила награду Boston Music Awards в номинации «Джазовый артист года».
В феврале 2012 года Сполдинг выступила на 84-й церемонии вручения премии «Оскар», исполнив джазовый стандарт Луи Армстронга «What a Wonderful World» вместе с Детским хором Южной Калифорнии. Композиция прозвучала в качестве сопровождения видеоряда, посвящённого великим личностям киноиндустрии, умершим в 2011 и начале 2012 года.
Radio Music Society — четвёртый студийный альбом, выпущенный на Heads Up International в марте 2012 года, содержал собственные музыкальные композиции Сполдинг, а также композиции таких исполнителей, как Beach Boys и Уэйн Шортер.
Сполдинг также появлялась в качестве приглашённого артиста в альбоме Жанель Монэ 2013 года The Electric Lady в треке «Dorothy Dandridge Eyes». Также она исполнила джазовый дуэт в альбоме Бруно Марса Unorthodox Jukebox, под названием «Old & Crazy». В ноябре 2013 года Сполдинг выпустила сингл «We Are America» в знак протеста против тюремных лагерей Гуантанамо с эпизодическими выступлениями Стиви Уандера и Гарри Белафонте. В 2015 году она появилась в научно-популярном документальном телесериале NOVA «Великая математическая тайна», рассказав о связи музыки и математики.

### 2016–настоящее время:Emily's D+Evolution,Exposureи12 Little Spells
В марте 2016 года Сполдинг выпустила свой пятый студийный альбом Emily's D+Evolution — концептуальный альбом с элементами фанк-рока. Он был спродюсирован Сполдинг совместно с давним коллегой Дэвида Боуи Тони Висконти. В альбоме Сполдинг исполняет музыку с помощью своего альтер эго Эмили, что является её вторым именем. В интервью Сполдинг заявила, что Эмили «является духом, существом, или аспектом, которого я встретила или о котором узнала. Я признаю, что моя работа ... состоит в том, чтобы быть её руками и ушами, голосом и телом». В записи альбома и в туре в поддержку альбома приняли участие музыканты Мэтью Стивенс на гитаре, Джастин Тайсон и Каррим Риггинс на барабанах, Эмили Элберт, Кори Кинг и Надя Вашингтон — вокал.
В июле 2017 года Сполдинг была назначена профессором музыкальной практики Гарвардского университета. Пять месяцев спустя, в декабре, Сполдинг выпустила Exposure, который является её шестым студийным альбомом. Этот проект являлся творческим экспериментом, и получил своё начало 12 сентября 2017 года. Сполдинг намеревалась создать альбом от начала до конца за 77 часов, одновременно транслируя весь творческий процесс в прямом эфире на Facebook. По завершении она выпустила 7 777 записей альбома ограниченным тиражом. Упаковка физического альбома включала часть оригинальных нотных листов, которых Эсперанса использовала для написания текстов и музыки. Это позволяло тем, кто был свидетелем процесса, владеть частью творения непосредственно из источника. По поводу эксперимента Сполдинг заявила, что живой аспект процесса заставил её быть более креативной, потому что у неё не было возможности возвращаться к одному и тому же и пробовать ещё. В том же году она появилась в фильме Любовь сбивает с рифмы (2017).
С 7 по 18 октября 2018 года Сполдинг выпустила двенадцать треков — по одному в день — которые вместе составили её седьмой студийный альбом 12 Little Spells. Каждое трек сопровождался музыкальным видео, опубликованным на её канале YouTube, и соотносился с отдельной частью тела. Сполдинг описала экспериментальную структуру альбома как результат её постепенного отхода от титула «артиста», тяготеющего к концептуальной идентичности. 27 января 2020 года альбом получил премию Грэмми как лучший джазовый вокальный альбом.
В 2020 и 2021 годах Сполдинг работала с Уэйном Шортером над оперным произведением под названием «Iphigenia», где Сполдинг написала либретто. Премьера оперы состоялась на обоих побережьях США осенью 2021 года и в феврале 2022 года.

## Творчество
Сполдинг интересуется музыкой других культур, в том числе бразильской, где однажды она провела месяц, изучая португальский язык. Она заявляла, что мелодия и текст песен на португальском языке неразрывно связаны. Она поёт на нескольких языках, включая английский, испанский и португальский.

### Влияния
Наставником Сполдинг был Тара Мемори. Она упоминала джазовых басистов Рона Картера и Дэйва Холланда, оказавших большое влияние на её музыку — Картера за оркестровку его игры и Холланда за то, как его композиционный метод дополняет его личный стиль. Также она описывала саксофониста Уэйна Шортера и певца, автора песен Милтона Насименту, как героев.
Сполдинг говорила, что любит фьюжн, и на неё повлияла «замечательная тенденция, начавшаяся 40 лет назад, когда люди продолжали включать современный звук в свою музыку». Сполдинг выразила желание, чтобы её судили за её музыкальность, а не за сексуальную привлекательность. Она считает, что женщины-музыканты должны взять на себя ответственность избегать чрезмерной сексуальности. Кроме того, чтобы писать оригинальную музыку, музыканты должны читать и быть в курсе всего в мире. Она говорила, что моделирует свою карьеру по примеру Мадонны и Орнетта Коулмана, а также называла Джони Митчелл главным музыкальным источником вдохновения. Сполдинг также заявляла, что её мама была и всегда будет её образцом для подражания.

### Инструменты
Электронные бас-гитары

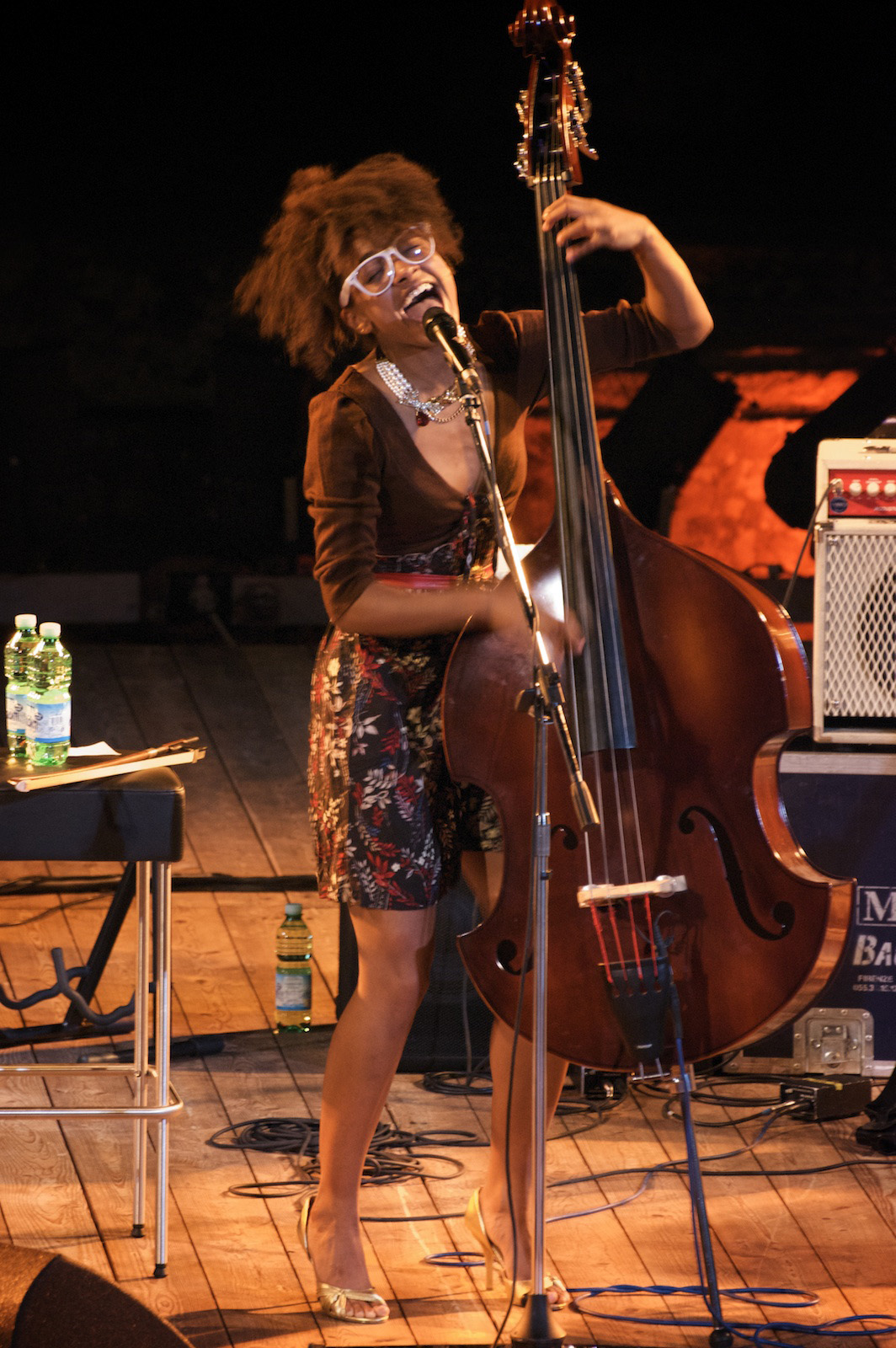
В своих выступлениях Сполдинг чередует контрабас и электронную бас-гитару.

- Fender Jaco Pastorius Jazz Bass (безладовый)[68]
- South Paw Fretless 5-string[69]
- Безладовая бас-гитара Moollon Double P5[70]

Акустические бас-гитары
- Doolin ABG4[71]
- Godin A5 (полуакустическая, 5-струнная, безладовая)

Контрабас
- Контрабас 7/8 (производитель неизвестен)[68]
- Акустический дорожный контрабас Czech-Ease Standard S1[72]

Усилители
- Ampeg SVT-4PRO
- Ampeg PN-410HLF

Струны
- Fender 9050M Stainless Steel Flatwound Long Scale (.055–.105)[68]

## Личная жизнь
Во время учёбы в Беркли начала встречаться с однокурсником, джазовым трубачом Кристианом Скоттом. Они были в отношениях четыре года. В интервью 2016 года Сполдинг заявила, что у неё есть резиденции в Бруклине, Нью-Йорк, и Хилсборо, штат Орегон, где проживает её семья. Практикует буддийскую традицию Soka Gakkai International (SGI).

## Филантропия

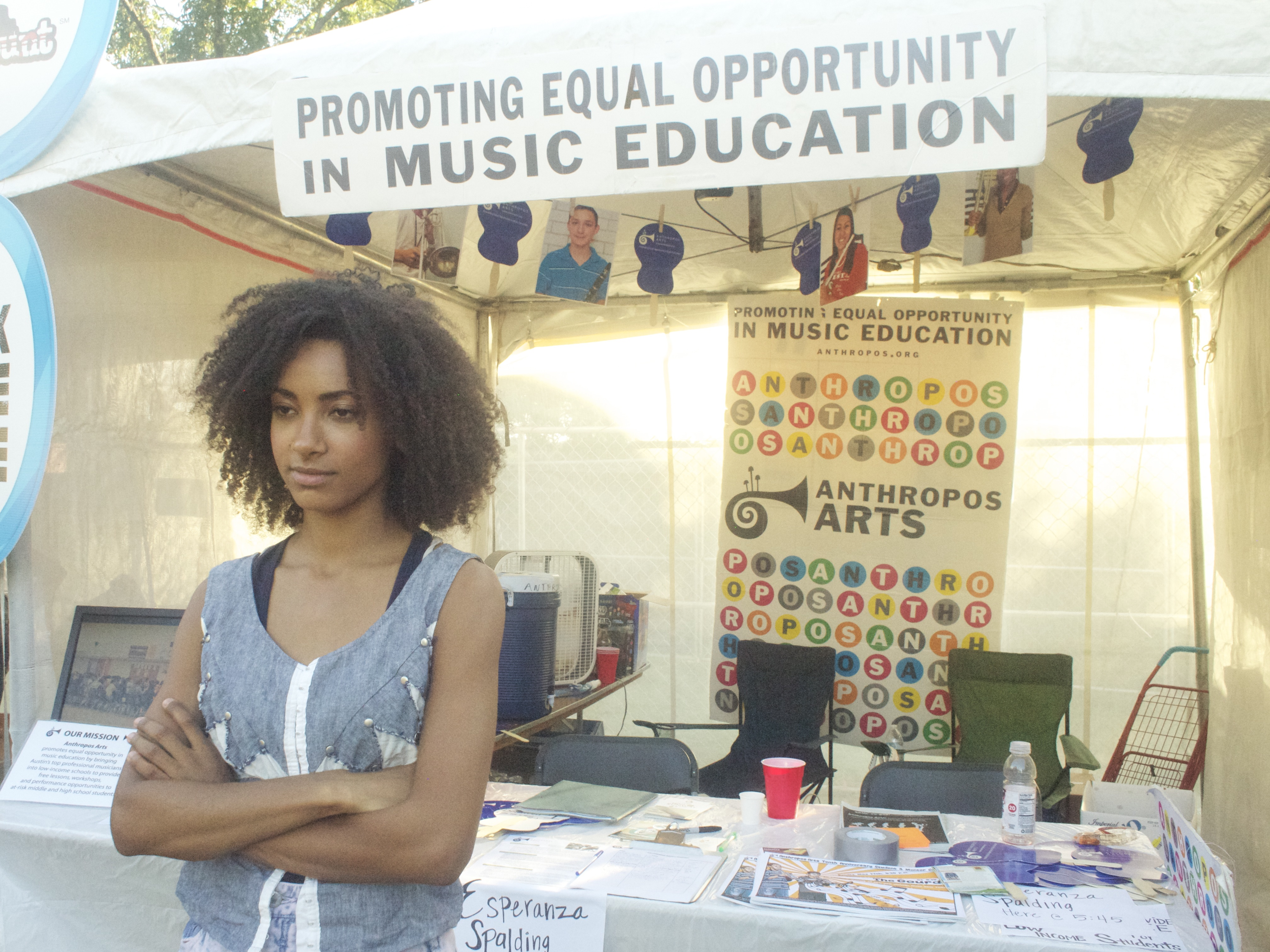
Сполдинг руководит будкой музыкального образования на музыкальном фестивале Austin City Limits, 2012 год

Во время своего турне 2012 года Сполдинг пожертвовала часть выручки от продажи товаров некоммерческой организации Free the Slaves. Организация, базирующаяся в Вашингтоне, округ Колумбия, которая занимается борьбой с торговлей людьми по всему миру. В 2013 году она выступила с благотворительной программой для американской музыкальной программы Pacific Crest Jazz Orchestra, основанной её наставником Тарой Мемори.
4 сентября 2018 года Сполдинг оказала благотворительную помощь Bienestar, некоммерческой организации, занимающейся жильём и информационно-просветительской деятельностью (базируется в Хилсборо, штат Орегон). Несколько недель спустя она появилась с Херби Хэнкоком на фестивале Lions of Justice, в поддержку уважительного и достойного обращения со всеми людьми, спонсируемом Soka Gakkai International.
Сполдинг также является сторонником парков и открытых пространств, а также сторонником Фонда общественных земель.

## Дискография
| Дата             | Альбом                     | Лейбл                  |
| ---------------- | -------------------------- | ---------------------- |
| 18 апреля 2006   | Junjo                      | Ayva Music             |
| 20 мая 2008      | Esperanza                  | Heads Up International |
| 17 августа 2010  | Chamber Music Society      | Heads Up International |
| 20 марта 2012    | Radio Music Society        | Heads up International |
| 4 марта 2016     | Emily’s D+Evolution        | Concord Records        |
| 16 декабря 2017  | Exposure                   | Concord Records        |
| 19 октября 2018  | 12 Little Spells           | Concord Records        |
| 24 сентября 2021 | Songwrights Apothecary Lab | Concord Records        |

## Награды и номинации
| Награда                               | Работа                         | Год  | Номинация                                                         | Результат | Источник |
| ------------------------------------- | ------------------------------ | ---- | ----------------------------------------------------------------- | --------- | -------- |
| Boston Music Awards                   | Как исполнитель                | 2011 | Джазовый артист года                                              | Победа    | [ 50 ]   |
| Премия Грэмми                         | Как исполнитель                | 2011 | Лучший новый исполнитель года                                     | Победа    | [ 61 ]   |
| Премия Грэмми                         | Bird Songs (альбом Джо Ловано) | 2012 | Лучший джазовый инструментальный альбом                           | Номинация | [ 61 ]   |
| Премия Грэмми                         | Radio Music Society            | 2013 | Лучший джазовый вокальный альбом                                  | Победа    | [ 61 ]   |
| Премия Грэмми                         | «Radio Music Society»          | 2013 | Лучший музыкальный фильм                                          | Номинация | [ 61 ]   |
| Премия Грэмми                         | «City Of Roses»                | 2013 | Лучшая инструментальная аранжировка в сопровождении вокалиста(ов) | Победа    | [ 61 ]   |
| Премия Грэмми                         | «Swing Low»                    | 2014 | Лучшая инструментальная аранжировка в сопровождении вокалиста(ов) | Победа    | [ 61 ]   |
| Премия Грэмми                         | 12 Little Spells               | 2020 | Лучший джазовый вокальный альбом                                  | Победа    | [ 61 ]   |
| Премия Грэмми                         | 12 Little Spells               | 2020 | Лучшая аранжировка для инструментов и вокала                      | Номинация | [ 61 ]   |
| Премия Грэмми                         | Songwrights Apothecary Lab     | 2022 | Лучший джазовый вокальный альбом                                  | Победа    | [ 61 ]   |
| Smithsonian American Ingenuity Awards | Как исполнитель                | 2012 | Исполнительское искусство                                         | Победа    | [ 81 ]   |
| Soul Train Music Awards               | Как исполнитель                | 2012 | Лучший современный джазовый исполнитель/группа                    | Победа    | [ 82 ]   |

## Галерея

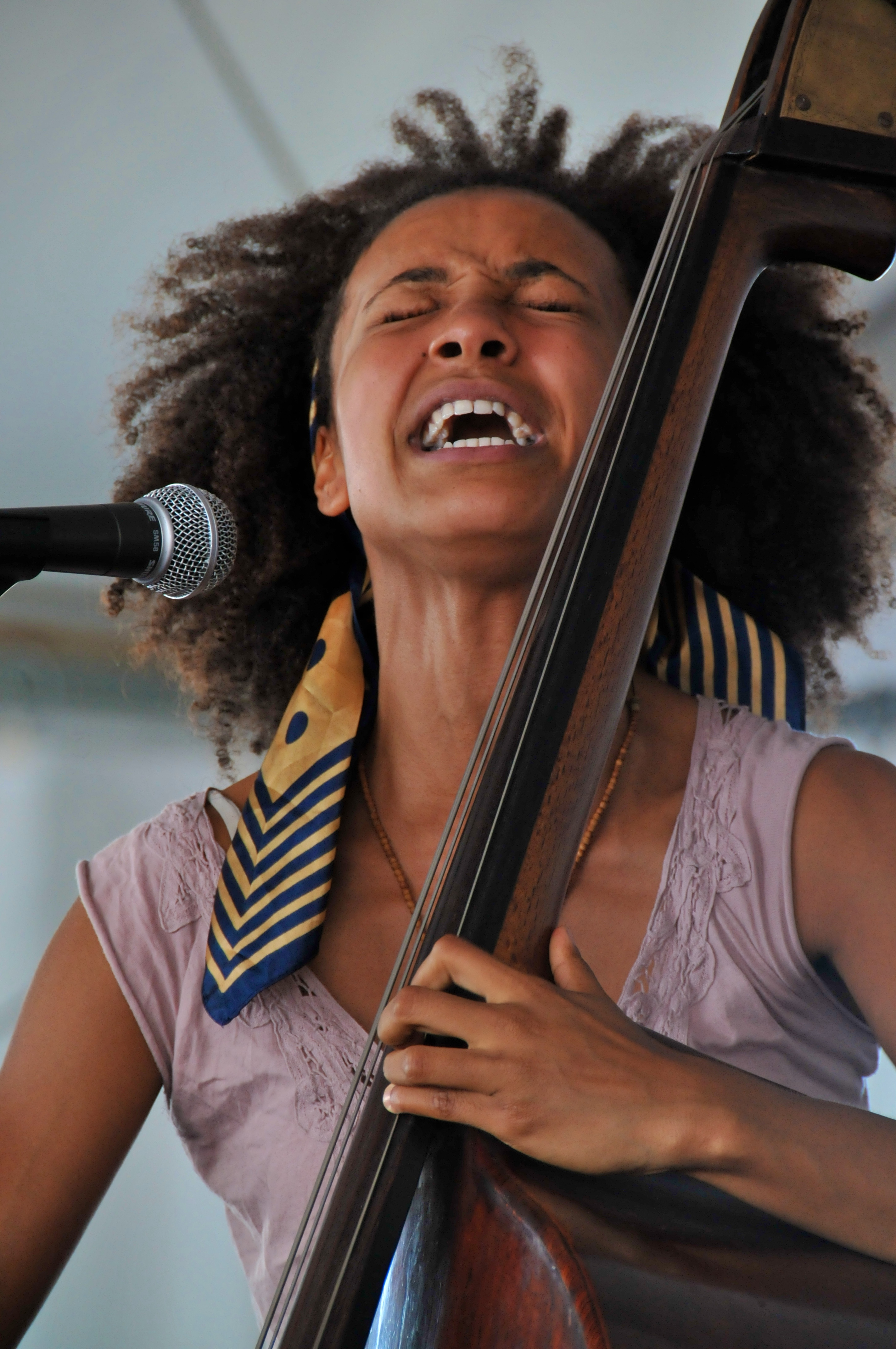
На джазовом фестивале Newport Jazz Festival (10 августа 2008 года, США)
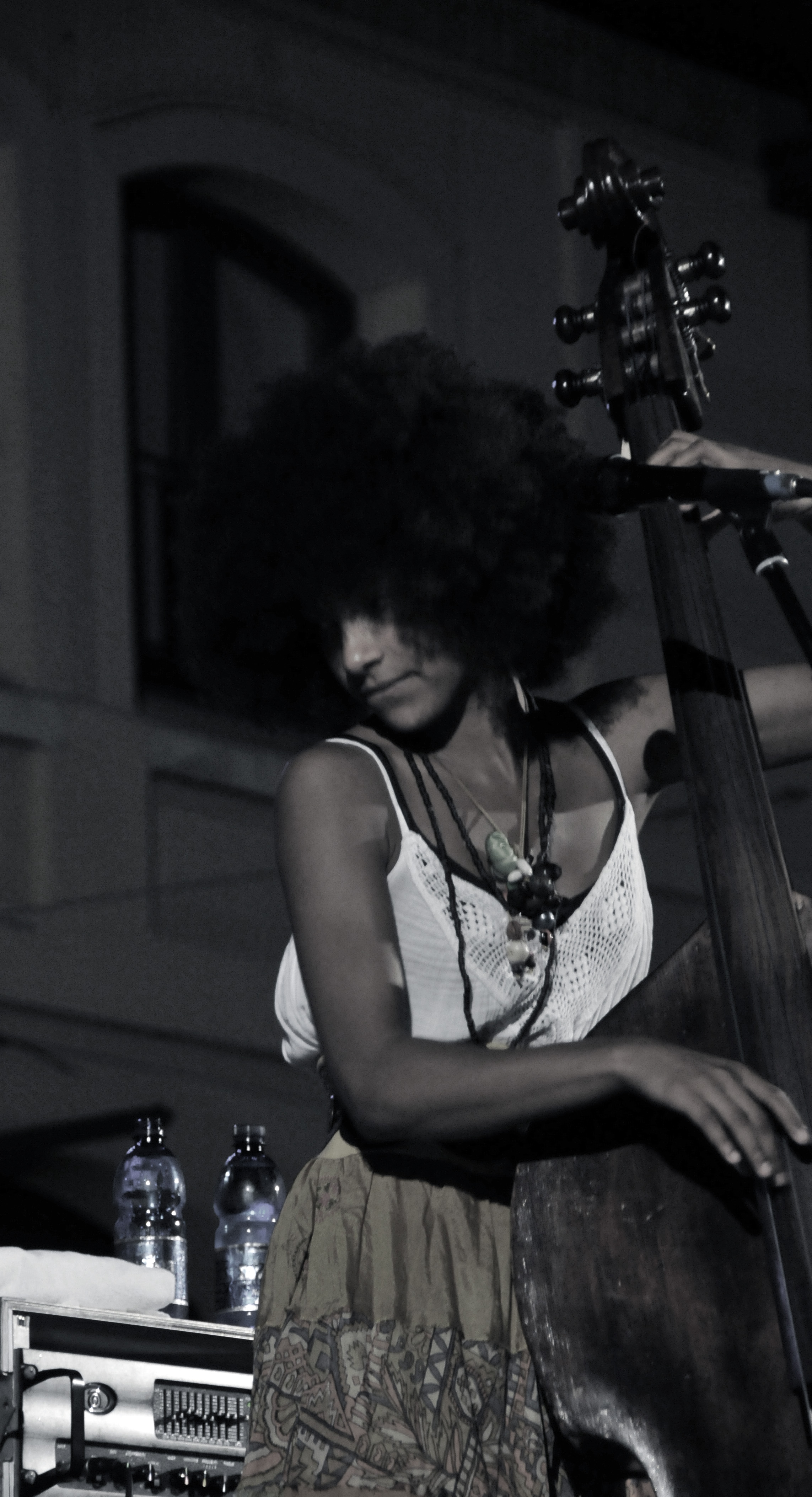
На джазовом фестивале Jazz à Vannes (Ванн, Франция, 2009)
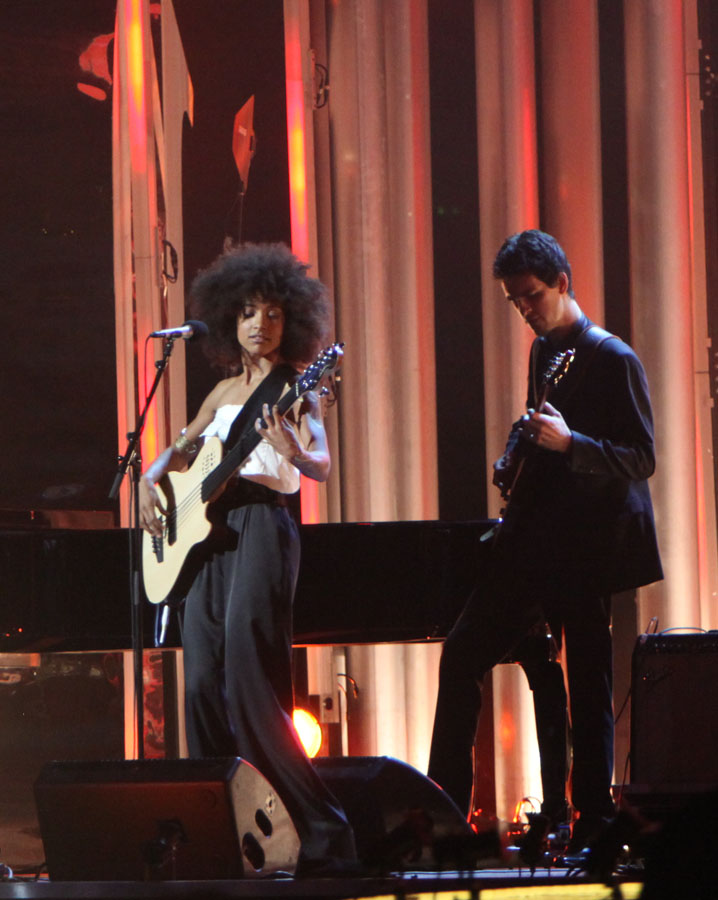
На Нобелевском концерте
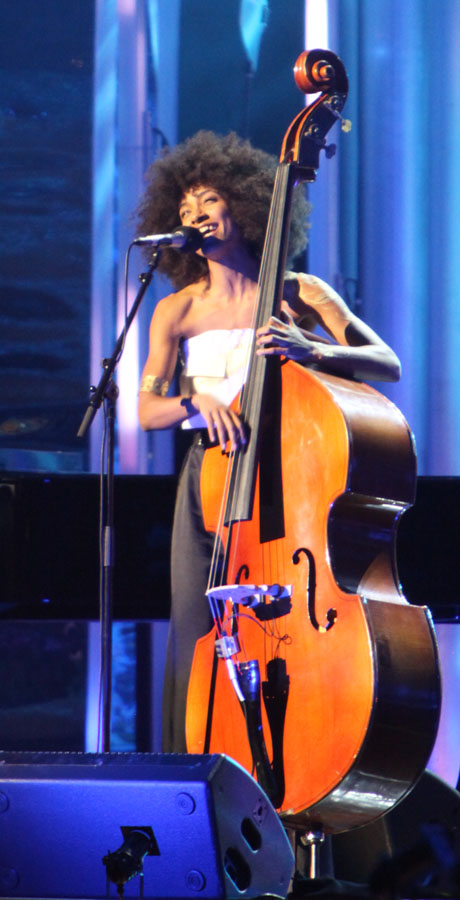